# Stajničko polje
Stajničko polje este o arie protejată (sit de importanță comunitară — SCI) din Croația întinsă pe o suprafață de 506,03 ha, integral pe uscat.

## Localizare
Centrul sitului Stajničko polje este situat la coordonatele 45°02′16″N 15°14′10″E / 45.03771°N 15.236159°E.

## Înființare
Situl Stajničko polje a fost declarat sit de importanță comunitară în iulie 2013 pentru a proteja 3 specii de animale.

## Biodiversitate
Situată în ecoregiunea alpină, aria protejată conține 2 habitate naturale: Pajiști cu Molinia pe soluri calcaroase, turboase sau argilos-nămoloase (Molinion caeruleae), Pajiști uscate europene.
La baza desemnării sitului se află mai multe specii protejate:
- amfibieni (1): proteu de peșteră (Proteus anguinus)
- mamifere (1): liliac comun (Myotis myotis)
- pești (1): țipar (Misgurnus fossilis)

Pe lângă speciile protejate, pe teritoriul sitului au mai fost identificate 1 specie de pești.